# Igoris Pankratjevas
Igoris Pankratjevas (Kaunas, 9 agosto 1964) è un allenatore di calcio ed ex calciatore lituano.

## Palmarès

### Giocatore

#### Competizioni nazionali
- Pervaja Liga: 1

Žalgiris: 1982